# Burg Brockhof

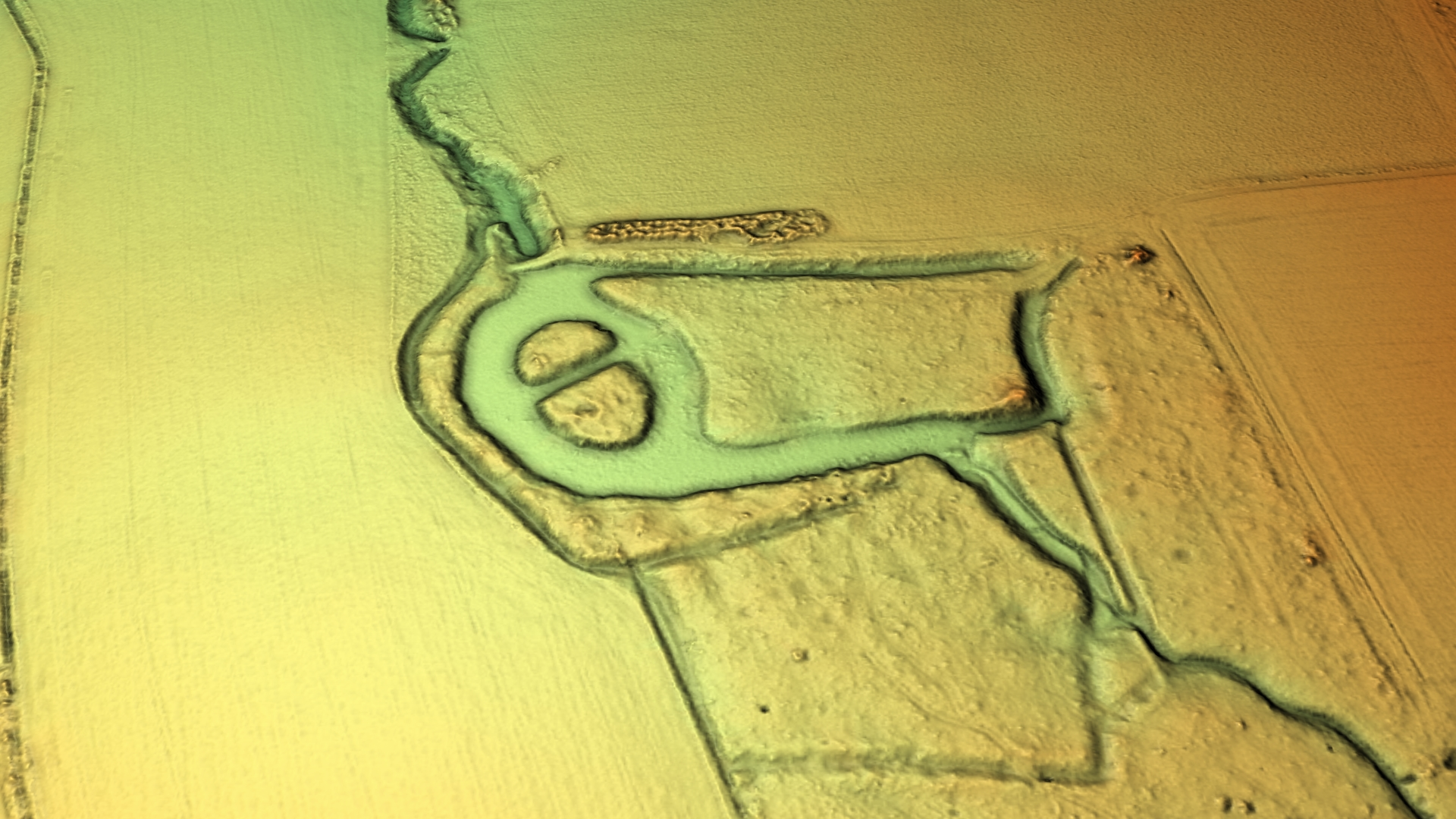
3D-Ansicht des digitalen Geländemodells

Die Burg Brockhof ist eine abgegangene Wasserburg vom Typus einer Motte des Erzbistums Köln nordwestlich des Ortsteils Stirpe der Stadt Erwitte im Kreis Soest in Nordrhein-Westfalen.

## Geschichte
Die Burg wurde erstmals 1283 im Besitz der Herren von Volmestein erwähnt. Im 14. Jahrhundert gehörte sie dem Kölner Erzbischof, der sie an unterschiedliche niederadelige Familien als Lehen vergab. 1381 wird Renfried Klüsener gen. Schorlemer vom Kölner Erzbischof als Burgmann seines „castrum in tem Broiche“ bezeichnet. 1445 wird die Burg in der Soester Fehde niedergebrannt und die Gebäude und Befestigungen abgebrochen. Ein Wiederaufbau erfolgte nicht. Den Nachfolger der Burg bildete das 200 m östlich gelegene Gut Brockhof.

## Beschreibung
Die Burg zeichnet sich heute in Form von zwei Mottenhügeln ab, die in einem gemeinsamen, bis zu 18 m breiten Hausteich liegen. Deren rundliche Plateaus weisen eine Größe von 17 × 30 m bzw. 28 × 29 m auf und liegen ca. 2 m über dem Wasserspiegel. Die Hügel sind durch einen trockenen Sohlgraben voneinander getrennt. Auf der südlichen Motte sind mehrere auf Gebäudespuren hinweisende Vertiefungen, Kalksteinschutt und Dachschieferfragmente sichtbar. Kleine Sondagen stießen auf eine Kalksteinpflasterung. Bohrungen haben mehrere aufeinander folgende Zerstörungs- und Abbruchschichten ergeben.
Gegen Osten schließt sich eine 60–76 × 100 m große Vorburg an, die ebenfalls mit einem Wassergraben umgeben ist. Zusätzlich war die Burg im Westen durch einen trockenen, 5–7 m breiten Sohlgraben geschützt. Im Süden begrenzt ein Grabenpolygon ein weiteres Areal, das Annäherungshindernis oder Vorburg sein kann. Der Zulauf der Steinbeke in das Grabensystem im Südosten wird durch einen weiteren Trockengraben geschützt, außerdem lassen sich beiderseits des Bachlaufs Dammreste erkennen.